# بولاویل (کارولینای شمالی)
بولاویل (به انگلیسی: Beulaville) شهری در ایالت کارولینای شمالی کشور ایالات متحده آمریکا است که جمعیت آن در سرشماری سال ۲۰۱۰ میلادی، ۱٬۲۹۶ نفر بوده‌است.